# Marcone Amaral Costa Júnior
Marcone Amaral Costa Júnior, noto semplicemente come Marcone (Poções, 5 aprile 1978), è un ex calciatore brasiliano naturalizzato qatariota, di ruolo difensore.

## Carriera

### Club
Durante la sua carriera ha giocò con varie squadre di club, iniziando la sua carriera professionistica nel Vitória. Nell'estate 1998 approdò al Venezia insieme ai compagni di squadra Fábio Bilica e Tácio, ma già nell'agosto dello stesso anno venne girato in prestito agli svizzeri del Bellinzona. Nel 1999 tornò in Brasile al Vitória.
Nel 2004 iniziò la sua prima parentesi in Qatar all'Al-Shamal. La sua esperienza da calciatore nel paese mediorientale durò fino al 2015.

### Nazionale
Conta 28 presenze con la Nazionale qatariota.